# Rüegsau
Rüegsau es una comuna suiza situada en el distrito administrativo del Emmental, en el cantón de Berna. Tiene una población estimada, a inicios de 2023, de 3268 habitantes.
Su superficie es de 15.02 km². Su altitud máxima es de 841 metros sobre el nivel del mar y su altitud mínima es de 560 metros sobre el nivel del mar.